# Chorwacja na Letnich Igrzyskach Olimpijskich 2024
Chorwacja na Letnich Igrzyskach Olimpijskich 2024 – występ kadry sportowców reprezentujących Chorwację na igrzyskach olimpijskich, które odbyły się w Paryżu we Francji, w dniach 26 lipca – 11 sierpnia 2024.
Reprezentacja Chorwacji liczyła siedemdziesięcioro troje zawodników – piętnaście kobiet i pięćdziesięciu ośmiu mężczyzn, którzy wystąpili w 15 dyscyplinach.
Był to dziewiąty start Chorwacji na letnich igrzyskach olimpijskich.

## Zdobyte medale
Chorwaci zdobyli siedem medali – 2 złote, 2 srebrne i 3 brązowe, każdy w innej dyscyplinie.
Najbardziej utytułowanymi chorwackimi zawodnikami igrzysk zostali judoczka Barbara Matić oraz wioślarze Martin Sinković i Valent Sinković – mistrzowie olimpijscy w 2024.
Był to czwarty wynik w dotychczasowej historii startów tego państwa na letnich igrzyskach olimpijskich i najsłabszy występ od igrzysk w Pekinie w 2008.
| Data        | Medal  | Zawodnik | Dyscyplina    | Konkurencja                    |
| ----------- | ------ | --- | ------------- | ------------------------------ |
| 29 lipca    | Brąz   | Miran Maričić | Strzelectwo   | karabin pneumatyczny, 10 m (m) |
| 31 lipca    | Złoto  | Barbara Matić | Judo          | -70 kg (k)                     |
| 2 sierpnia  | Złoto  | Martin Sinković, Valent Sinković | Wioślarstwo   | dwójka bez sternika (m)        |
| 3 sierpnia  | Srebro | Donna Vekić | Tenis ziemny  | singel (k)                     |
| 5 sierpnia  | Brąz   | Sandra Elkasević | Lekkoatletyka | rzut dyskiem (k)               |
| 7 sierpnia  | Brąz   | Lena Stojković | Taekwondo     | -49 kg (k)                     |
| 11 sierpnia | Srebro | Marko Bijač, Rino Burić, Loren Fatović, Luka Lončar, Maro Joković, Luka Bukić, Ante Vukičević, Marko Žuvela, Jerko Marinić Kragić, Josip Vrlić, Matias Biljaka, Konstantin Kharkov, Toni Popadić | Piłka wodna   | turniej mężczyzn               |

## Reprezentanci

### Boks
| Zawodnik        | Konkurencja | 1/16             | 1/8              | Ćwierćfinał      | Półfinał         | Finał            | Finał   | Źródło |
| Zawodnik        | Konkurencja | Przeciwnik Wynik | Przeciwnik Wynik | Przeciwnik Wynik | Przeciwnik Wynik | Przeciwnik Wynik | Miejsce | Źródło |
| --------------- | ----------- | ---------------- | ---------------- | ---------------- | ---------------- | ---------------- | ------- | ------ |
| Gabrijel Veočić | -80 kg (m)  | BYE              | Ishaish W 5–0    | Pinales P 0–5    | NQ               | NQ               | NQ      | [ 1 ]  |

### Gimnastyka
Gimnastyka sportowa
| Zawodnik      | Konkurencja             | Kwalifikacje | Kwalifikacje | Kwalifikacje | Kwalifikacje | Kwalifikacje | Kwalifikacje | Kwalifikacje | Kwalifikacje | Finał    | Finał    | Finał    | Finał    | Finał    | Finał    | Finał  | Pozycja | Źródło |
| Zawodnik      | Konkurencja             | Przyrząd     | Przyrząd     | Przyrząd     | Przyrząd     | Przyrząd     | Przyrząd     | Razem        | Miejsce      | Przyrząd | Przyrząd | Przyrząd | Przyrząd | Przyrząd | Przyrząd | Razem  | Pozycja | Źródło |
| Zawodnik      | Konkurencja             | F            | PH           | R            | V            | PB           | HB           | Razem        | Miejsce      | F        | PH       | R        | V        | PB       | HB       | Razem  | Pozycja | Źródło |
| ------------- | ----------------------- | ------------ | ------------ | ------------ | ------------ | ------------ | ------------ | ------------ | ------------ | -------- | -------- | -------- | -------- | -------- | -------- | ------ | ------- | ------ |
| Aurel Benović | ćwiczenia wolne (m)     | 13.766       | —            | —            | —            | —            | —            | 13.766       | 28           | NQ       | NQ       | NQ       | NQ       | NQ       | NQ       | NQ     | NQ      | [ 2 ]  |
| Aurel Benović | skoki (m)               | —            | —            | —            | 14.733       | —            | —            | 14.733       | 3. Q         | —        | —        | —        | 14.900   | —        | —        | 14.900 | 5.      | [ 2 ]  |
| Tin Srbić     | ćwiczenia na drążku (m) | —            | —            | —            | —            | —            | 14.600       | 14.600       | 4. Q         | —        | —        | —        | —        | —        | 11.333   | 11.333 | 8.      | [ 3 ]  |

### Judo
| Zawodnik        | Konkurencja | 1/16               | 1/8              | Ćwierćfinał      | Półfinał              | Repasaże         | Finał / 3. miejsce | Finał / 3. miejsce | Źródła |
| Zawodnik        | Konkurencja | Przeciwnik Wynik   | Przeciwnik Wynik | Przeciwnik Wynik | Przeciwnik Wynik      | Przeciwnik Wynik | Przeciwnik Wynik   | Pozycja            | Źródła |
| --------------- | ----------- | ------------------ | ---------------- | ---------------- | --------------------- | ---------------- | ------------------ | ------------------ | ------ |
| Katarina Krišto | -63 kg (k)  | Guimendego W 10–00 | Takaichi W 01–00 | Kim W 10–00      | Awiti Alcaraz P 00–11 | —                | Fazliu P 00–10     | 5.                 | [ 4 ]  |
| Zlatko Kumrić   | -100 kg (m) | Pirelli P 00–10    | NQ               | NQ               | NQ                    | NQ               | NQ                 | NQ                 | [ 5 ]  |
| Barbara Matić   | -70 kg (k)  | BYE                | Polling W 10–00  | Tsunoda W 10–00  | van Dijke W 10–00     | —                | Butkereit W 01–00  | złoto              | [ 6 ]  |

### Kajakarstwo

#### Kajakarstwo klasyczne
| Zawodnik              | Konkurencja   | Eliminacje | Eliminacje | Ćwierćfinały | Ćwierćfinały | Półfinały | Półfinały | Finał A/B | Finał A/B | Pozycja | Źródło |
| Zawodnik              | Konkurencja   | Czas       | Pozycja    | Czas         | Pozycja      | Czas      | Pozycja   | Czas      | Pozycja   | Pozycja | Źródło |
| --------------------- | ------------- | ---------- | ---------- | ------------ | ------------ | --------- | --------- | --------- | --------- | ------- | ------ |
| Anamaria Govorčinović | K-1 500 m (k) | 1:55.51    | 4. Q       | 1:52.92      | 4. Q         | 1.53:13   | 7.        | NQ        | NQ        | 26.     | [ 7 ]  |

#### Kajakarstwo górskie
slalom
| Zawodnik       | Konkurencja    | Eliminacje | Eliminacje | Eliminacje | Eliminacje | Eliminacje | Eliminacje | Półfinały | Półfinały | Finał  | Finał   | Pozycja | Źródło |
| Zawodnik       | Konkurencja    | P 1        | M.         | P 2        | M.         | Razem      | M.         | Czas      | Miejsce   | Czas   | Miejsce | Pozycja | Źródło |
| -------------- | -------------- | ---------- | ---------- | ---------- | ---------- | ---------- | ---------- | --------- | --------- | ------ | ------- | ------- | ------ |
| Matija Marinić | slalom C-1 (m) | 91.61      | 3.         | 98.44      | 9.         | 91.61      | 3. Q       | 98.82     | 7. Q      | 100.35 | 8.      | 8.      | [ 8 ]  |

cross
| Zawodnik       | Konkurencja    | Na czas | Na czas | Runda I | Repasaże | Eliminacje | Ćwierćfinały | Półfinały | Mały finał | Finał | Pozycja | Źródło |
| Zawodnik       | Konkurencja    | Czas    | Miejsce | Runda I | Repasaże | Eliminacje | Ćwierćfinały | Półfinały | Mały finał | Finał | Pozycja | Źródło |
| -------------- | -------------- | ------- | ------- | ------- | -------- | ---------- | ------------ | --------- | ---------- | ----- | ------- | ------ |
| Matija Marinić | cross KX-1 (m) | 74.80   | 27.     | 3. R    | 2. Q     | 4.         | NQ           | NQ        | NQ         | NQ    | 32.     | [ 8 ]  |

### Kolarstwo

#### BMX
Freestyle
| Zawodnik     | Konkurencja | Eliminacje | Eliminacje | Finał | Finał   | Pozycja | Źródło |
| Zawodnik     | Konkurencja | Wynik      | Miejsce    | Wynik | Miejsce | Pozycja | Źródło |
| ------------ | ----------- | ---------- | ---------- | ----- | ------- | ------- | ------ |
| Marin Ranteš | mężczyźni   | 76.29      | 11.        | NQ    | NQ      | 11.     | [ 9 ]  |

### Lekkoatletyka

#### Konkurencje biegowe
| Zawodnik            | Konkurencja | Finał   | Finał   | Źródło |
| Zawodnik            | Konkurencja | Wynik   | Miejsce | Źródło |
| ------------------- | ----------- | ------- | ------- | ------ |
| Bojana Bjeljac      | maraton (k) | 2:41:13 | 71.     | [ 10 ] |
| Matea Parlov Koštro | maraton (k) | DNF     | DNF     | [ 11 ] |

#### Konkurencje techniczne
| Zawodnik         | Konkurencja        | Kwalifikacje | Kwalifikacje | Finał | Finał   | Źródło |
| Zawodnik         | Konkurencja        | Wynik        | Miejsce      | Wynik | Miejsce | Źródło |
| ---------------- | ------------------ | ------------ | ------------ | ----- | ------- | ------ |
| Sandra Elkasević | rzut dyskiem (k)   | 65.63        | 2. Q         | 67.51 | brąz    | [ 12 ] |
| Matija Gregurić  | rzut młotem (m)    | 73.69        | 17.          | NQ    | NQ      | [ 13 ] |
| Sara Kolak       | rzut oszczepem (k) | 64.57        | 2. Q         | 63.40 | 4.      | [ 14 ] |
| Martin Marković  | rzut dyskiem (m)   | 62.31        | 16.          | NQ    | NQ      | [ 15 ] |
| Filip Mihaljević | pchnięcie kulą (m) | 20.75        | 14.          | NQ    | NQ      | [ 16 ] |
| Filip Pravdica   | skok w dal (m)     | 8.04         | 5. Q         | 7.90  | 9.      | [ 17 ] |
| Marija Tolj      | rzut dyskiem (k)   | 59.87        | 23.          | NQ    | NQ      | [ 18 ] |

### Piłka ręczna
Turniej mężczyzn
Reprezentacja mężczyzn
- Dominik Kuzmanović
- Lovro Mihić
- Domagoj Duvnjak
- Mario Šoštarič
- Luka Lovre Klarica
- Zvonimir Srna
- Matej Mandić
- Josip Šarac
- Luka Cindrić
- Nikola Grahovac
- Tin Lučin
- Ivan Martinović
- Marin Šipić
- Veron Načinović

Trener:  Dagur Sigurðsson
| Konkurencja | Faza grupowa     | Faza grupowa     | Faza grupowa     | Faza grupowa     | Faza grupowa      | Faza grupowa | Ćwierćfinały     | Półfinały        | Finał            | Pozycja | Źródło |
| Konkurencja | Przeciwnik Wynik | Przeciwnik Wynik | Przeciwnik Wynik | Przeciwnik Wynik | Przeciwnik Wynik  | Pozycja      | Przeciwnik Wynik | Przeciwnik Wynik | Przeciwnik Wynik | Pozycja | Źródło |
| ----------- | ---------------- | ---------------- | ---------------- | ---------------- | ----------------- | ------------ | ---------------- | ---------------- | ---------------- | ------- | ------ |
| mężczyźni   | Japonia W 30–29  | Słowenia P 29–31 | Niemcy W 31–26   | Szwecja P 27–38  | Hiszpania P 31–32 | 5.           | NQ               | NQ               | NQ               | 9.      | [ 19 ] |

### Piłka wodna
Reprezentacja mężczyzn
- Marko Bijač (kapitan)
- Rino Burić
- Loren Fatović
- Luka Lončar
- Maro Joković
- Luka Bukić
- Ante Vukičević
- Marko Žuvela
- Jerko Marinić Kragić
- Josip Vrlić
- Matias Biljaka
- Konstantin Kharkov
- Toni Popadić

Trener:  Ivica Tucak
| Konkurencja | Faza grupowa      | Faza grupowa     | Faza grupowa     | Faza grupowa     | Faza grupowa              | Faza grupowa | Ćwierćfinały     | Półfinały        | Finał / 3. miejsce | Pozycja | Źródło |
| Konkurencja | Przeciwnik Wynik  | Przeciwnik Wynik | Przeciwnik Wynik | Przeciwnik Wynik | Przeciwnik Wynik          | Pozycja      | Przeciwnik Wynik | Przeciwnik Wynik | Przeciwnik Wynik   | Pozycja | Źródło |
| ----------- | ----------------- | ---------------- | ---------------- | ---------------- | ------------------------- | ------------ | ---------------- | ---------------- | ------------------ | ------- | ------ |
| mężczyźni   | Czarnogóra W 11–8 | Włochy P 11–14   | Rumunia W 11–8   | Grecja W 14–13   | Stany Zjednoczone P 11–14 | 4. Q         | Hiszpania W 10–8 | Węgry W 9–8      | Serbia P 11-13     | srebro  | [ 20 ] |

### Pływanie
| Zawodnik        | Konkurencja              | Eliminacje | Eliminacje | Półfinał | Półfinał | Finał | Finał | Źródło |
| Zawodnik        | Konkurencja              | Czas       | Poz.       | Czas     | Poz.     | Czas  | Poz.  | Źródło |
| --------------- | ------------------------ | ---------- | ---------- | -------- | -------- | ----- | ----- | ------ |
| Jere Hribar     | 50 m st. dowolnym (m)    | 22,08      | 22.        | NQ       | NQ       | NQ    | NQ    | [ 21 ] |
| Nikola Miljenić | 100 m st. dowolnym (m)   | 49,34      | 33.        | NQ       | NQ       | NQ    | NQ    | [ 22 ] |
| Nikola Miljenić | 100 m st. motylkowym (m) | 53,32      | 30.        | NQ       | NQ       | NQ    | NQ    | [ 22 ] |
| Jana Pavalić    | 50 m st. dowolnym (k)    | 25,24      | 25.        | NQ       | NQ       | NQ    | NQ    | [ 23 ] |
| Jana Pavalić    | 100 m st. dowolnym (k)   | 55,77      | 21.        | NQ       | NQ       | NQ    | NQ    | [ 23 ] |

### Strzelectwo
| Zawodnik            | Konkurencja                                   | Kwalifikacje | Kwalifikacje | Finał | Finał   | Źródło |
| Zawodnik            | Konkurencja                                   | Wynik        | Pozycja      | Wynik | Pozycja | Źródło |
| ------------------- | --------------------------------------------- | ------------ | ------------ | ----- | ------- | ------ |
| Giovanni Cernogoraz | trap (m)                                      | 122          | 7.           | NQ    | NQ      | [ 24 ] |
| Petar Gorša         | karabin małokalibrowy, trzy postawy, 50 m (m) | 583          | 31.          | NQ    | NQ      | [ 25 ] |
| Petar Gorša         | karabin pneumatyczny, 10 m (m)                | 629.8        | 8. Q         | 165.6 | 6.      | [ 25 ] |
| Miran Maričić       | karabin małokalibrowy, trzy postawy, 50 m (m) | 585          | 26.          | NQ    | NQ      | [ 26 ] |
| Miran Maričić       | karabin pneumatyczny, 10 m (m)                | 631.3        | 4. Q         | 230.0 | brąz    | [ 26 ] |

### Taekwondo
| Zawodnik       | Konkurencja | 1/8 finału         | Ćwierćfinał               | Półfinał                   | Repesaż          | Finał / 3.miejsce | Finał / 3.miejsce | Źródło |
| Zawodnik       | Konkurencja | Przeciwnik Wynik   | Przeciwnik Wynik          | Przeciwnik Wynik           | Przeciwnik Wynik | Przeciwnik Wynik  | Pozycja           | Źródło |
| -------------- | ----------- | ------------------ | ------------------------- | -------------------------- | ---------------- | ----------------- | ----------------- | ------ |
| Marko Golubić  | -68 kg (m)  | Pié W 3–0, 10–2    | Sinden P 6–8, 11–9, 10–18 | NQ                         | NQ               | NQ                | NQ                | [ 27 ] |
| Ivan Šapina    | +80 kg (m)  | Ann W 7–1, 10–1    | Ordemann W 3–5, 13–7, 5–3 | Salimi P 12–5, 8–9, 6–9    | —                | Alba P 1–6, 0–9   | 5.                | [ 28 ] |
| Lena Stojković | -49 kg (k)  | Kafadar W 0–0, 6–5 | Dhahri W 3–3, 7–3, 4–1    | Wongpattanakit P 0–8, 5–11 | —                | Dinçel W 1–0, 5–3 | brąz              | [ 29 ] |

### Tenis stołowy
| Zawodnik                                    | Konkurencja           | Eliminacje       | Runda 1          | Runda 2          | Runda 3                  | 1/8 finału       | Ćwierćfinały     | Półfinały        | Finał            | Finał   | Źródło |
| Zawodnik                                    | Konkurencja           | Przeciwnik Wynik | Przeciwnik Wynik | Przeciwnik Wynik | Przeciwnik Wynik         | Przeciwnik Wynik | Przeciwnik Wynik | Przeciwnik Wynik | Przeciwnik Wynik | Pozycja | Źródło |
| ------------------------------------------- | --------------------- | ---------------- | ---------------- | ---------------- | ------------------------ | ---------------- | ---------------- | ---------------- | ---------------- | ------- | ------ |
| Andrej Gaćina                               | singel (m)            | BYE              | Ionescu W 4–1    | Lin P 0–4        | NQ                       | NQ               | NQ               | NQ               | NQ               | NQ      | [ 30 ] |
| Ivana Malobabić                             | singel (k)            | BYE              | Jian P 3–4       | NQ               | NQ                       | NQ               | NQ               | NQ               | NQ               | NQ      | [ 31 ] |
| Tomislav Pucar                              | singel (m)            | BYE              | Bouloussa W 4–0  | Lebrun P 0–4     | NQ                       | NQ               | NQ               | NQ               | NQ               | NQ      | [ 32 ] |
| Andrej Gaćina, Tomislav Pucar, Filip Zeljko | turniej drużynowy (m) | —                | —                | —                | Korea Południowa · P 0–3 | NQ               | NQ               | NQ               | NQ               | NQ      | [ 33 ] |

### Tenis ziemny
| Zawodnik                 | Konkurencja  | Pierwsza runda       | Druga runda                              | Trzecia runda          | Ćwierćfinały                  | Półfinały              | Finał            | Finał   | Źródło        |
| Zawodnik                 | Konkurencja  | Przeciwnik Wynik     | Przeciwnik Wynik                         | Przeciwnik Wynik       | Przeciwnik Wynik              | Przeciwnik Wynik       | Przeciwnik Wynik | Pozycja | Źródło        |
| ------------------------ | ------------ | -------------------- | ---------------------------------------- | ---------------------- | ----------------------------- | ---------------------- | ---------------- | ------- | ------------- |
| Petra Martić             | singel (k)   | Bucșa P 4–6, 3–6     | NQ                                       | NQ                     | NQ                            | NQ                     | NQ               | NQ      | [ 34 ]        |
| Nikola Mektić Mate Pavić | debel (m)    | —                    | Koepfer / Struff P 3–6, 7–6(7–5), [5–10] | NQ                     | NQ                            | NQ                     | NQ               | NQ      | [ 35 ] [ 36 ] |
| Donna Vekić              | singel (k)   | Bronzetti W 6–2, 7–5 | Andreescu W 6–3, 6–4                     | Gauff W 7–6(9–7), 6–2  | Kostiuk W 6–4, 2–6, 7–6(10–8) | Schmiedlová W 6–4, 6–0 | Zheng P 2–6, 3–6 | srebro  | [ 37 ]        |
| Donna Vekić Mate Pavić   | gra mieszana | —                    | —                                        | Xin Wang / Zhang P DNS | NQ                            | NQ                     | NQ               | NQ      | [ 36 ] [ 37 ] |

### Wioślarstwo
| Zawodnik                        | Konkurencja             | Eliminacje | Eliminacje | Repasaż | Repasaż | Ćwierćfinały | Ćwierćfinały | Półfinały | Półfinały | Finał   | Finał | Miejsce | Źródło        |
| Zawodnik                        | Konkurencja             | Czas       | M.         | Czas    | M.      | Czas         | M.           | Czas      | M.        | Czas    | M.    | Miejsce | Źródło        |
| ------------------------------- | ----------------------- | ---------- | ---------- | ------- | ------- | ------------ | ------------ | --------- | --------- | ------- | ----- | ------- | ------------- |
| Anton Lončarić Patrik Lončarić  | dwójka podwójna (m)     | 6:24.62    | 3. SA/B    | —       | —       | —            | —            | 6:49.51   | 6. FB     | 6:26.04 | 6.    | 12.     | [ 38 ] [ 39 ] |
| Damir Martin                    | jedynka (m)             | 6:54.83    | 2. QF      | —       | —       | 6:53.55      | 2. SA/B      | 6:58.23   | 6. FB     | 6:57.77 | 5.    | 11.     | [ 40 ]        |
| Valent Sinković Martin Sinković | dwójka bez sternika (m) | 6:35.28    | 1. SA/B    | —       | —       | —            | —            | 6:29.98   | 1. FA     | 6:23.66 | 1.    | złoto   | [ 41 ] [ 42 ] |

### Żeglarstwo
Konkurencje eliminacyjne
| Zawodnik      | Konkurencja      | Wyścig | Wyścig | Wyścig | Wyścig | Wyścig | Wyścig | Wyścig | Wyścig   | Wyścig   | Wyścig   | Wyścig   | Wyścig   | Wyścig   | Wyścig   | Wyścig   | Wyścig   | Wyścig   | Wyścig   | Wyścig   | Wyścig   | Wyścig | Wyścig  | Wyścig | Wyścig | Pozycja | Źródło |
| Zawodnik      | Konkurencja      | 1      | 2      | 3      | 4      | 5      | 6      | 7      | 8        | 9        | 10       | 11       | 12       | 13       | 14       | 15       | 16       | 17       | 18       | 19       | 20       | pkt.   | miejsce | SF     | F      | Pozycja | Źródło |
| ------------- | ---------------- | ------ | ------ | ------ | ------ | ------ | ------ | ------ | -------- | -------- | -------- | -------- | -------- | -------- | -------- | -------- | -------- | -------- | -------- | -------- | -------- | ------ | ------- | ------ | ------ | ------- | ------ |
| Palma Čargo   | windsurfing (k)  | 17     | 14     | 3      | 4      | 13     | 8      | 15     | 9        | 19       | 9        | 9        | UFD (25) | DNF (25) | 1.       | odwołany | odwołany | odwołany | odwołany | odwołany | odwołany | 121    | 12.     | NQ     | NQ     | 12.     | [ 43 ] |
| Martin Dolenc | formuła kite (m) | 14     | 14     | 18     | 13     | 13     | 5      | 8      | odwołany | odwołany | odwołany | odwołany | odwołany | odwołany | odwołany | odwołany | odwołany | —        | —        | —        | —        | 53     | 14.     | NQ     | NQ     | 14.     | [ 44 ] |

Konkurencje z wyścigiem medalowym
| Zawodnik                      | Konkurencja | Wyścig | Wyścig | Wyścig | Wyścig | Wyścig | Wyścig | Wyścig | Wyścig | Wyścig   | Wyścig   | Wyścig | Wyścig | Wyścig | Punkty | Finałowa pozycja | Źródło        |
| Zawodnik                      | Konkurencja | 1      | 2      | 3      | 4      | 5      | 6      | 7      | 8      | 9        | 10       | 11     | 12     | M*     | Punkty | Finałowa pozycja | Źródło        |
| ----------------------------- | ----------- | ------ | ------ | ------ | ------ | ------ | ------ | ------ | ------ | -------- | -------- | ------ | ------ | ------ | ------ | ---------------- | ------------- |
| Mihovil Fantela, Šime Fantela | 49er (m)    | 12     | 15     | 12     | 13     | 4      | 6      | 2      | 15     | 8        | 10       | 2      | 1      | 9.     | 107    | 9.               | [ 45 ] [ 46 ] |
| Filip Jurišić                 | ILCA 7      | 13     | 4      | 32     | 1      | 31     | 24     | 28     | 14     | odwołany | odwołany | —      | —      | NQ     | 115    | 19.              | [ 47 ]        |
| Jelena Worobjowa              | ILCA 6      | 5      | 18     | 40     | 16     | 3      | 12     | 4      | 13     | 8        | odwołany | —      | —      | 18     | 97     | 6.               | [ 48 ]        |